# مندی (بازیکن فوتبال)
مندی (انگلیسی: Mandi؛ زادهٔ ۱ مارس ۱۹۸۹) بازیکن فوتبال اهل اسپانیا است.
از باشگاه‌هایی که در آن بازی کرده‌است می‌توان به باشگاه فوتبال الچه، باشگاه فوتبال پومفرادینا، باشگاه فوتبال اسپورتینگ خیخون، و باشگاه فوتبال رئال مادرید اشاره کرد.